# 567
Раннє Середньовіччя. Триває чума Юстиніана. У Східній Римській імперії продовжується правління Юстина II. Візантійська імперія повернула собі значну частину володінь колишньої Римської імперії. Франкське королівство розділене між синами Хлотара I. Іберію займає Вестготське королівство. В Англії розпочався період гептархії. Королівство гепідів у Тисо-Дунайській низовині припинило існування.
У Китаї період Північних та Південних династій. На півдні править династія Чень, на півночі — Північна Чжоу та Північна Ці. Індія роздроблена. В Японії триває період Ямато. У Персії править династія Сассанідів. Степову зону Азії та Східної Європи контролює Тюркський каганат.
На території лісостепової України в VI столітті виділяють пеньківську й празьку археологічні культури. VI століття стало початком швидкого розселення слов'ян. У Північному Причорномор'ї співіснують різні кочові племена, зокрема гуни, сармати, булгари, алани, авари.

## Події
- Лангобарди в союзі з аварами завдали вирішальної поразки гепідам на Дунаї. Король гепідів Кунімунд загинув, його донька Розамунда потрапила в полон. Королівство гепідів припинило існування.
- Король Австразії Сігеберт I та його зведений брат Хільперік I взяли в дружини доньок вестготського короля Атанагільда, Брунгільду й Галсвінту.
- Франкський король Харіберт I помер без спадкоємця, його землі розділили брати Сігеберт I, Хільперік I та Гунтрамн.
- Королем Вестготського королівства став Ліува I.
- Іоанн III Схоластик зробив спробу організувати компроміс між монофізитами та халкедоніанцями.